# فارس يواكيم
فارس يواكيم (16 يناير 1945 في الإسكندرية، مصر) هو كاتب ومسرحي ومذيع ومحرر لبناني.
اشتغل في إذاعة صوت ألمانيا بين عامي 1989 إلى غاية 2009. درس وتخرج في المعهد العالي للسينما بالقاهرة عام 1966. له العديد من الأعمال المسرحية والدرامية. كتب فارس للراحل حسن علاء الدين- شوشو- الكثير من الأعمال المسرحية والتلفزيونية. منها مسرحيات: آخ يا بلدنا، خيمة كراكوز، الدنيا دولاب، جوه وبره، فوق وتحت. ومسلسل «المشوار الطويل» التلفزيوني ومسلسل «مسرح شوشو» (إنتاج تلفزيون لبنان). كما ساهم في الكتابة لمسرح الأطفال الذي أسسه شوشو في بيروت في سبعينات القرن العشرين.
وفارس يواكيم هو أيضا مؤلف مسرحية «كرامبول» (إخراج روجيه عساف) و«الشلمصطي» (إخراج نقولا دانيال).
كاتب سيناريو وحوار لـ 7 أفلام سينمائية روائية قام ببطولتها محمود ياسين ونيللي وعمر خورشيدوشوشو ودريد لحام ونهاد قلعي وغيرهم، منها «سيدتي الجميلة» (حلمي رفلة)(في النسخة المصرية اسمه «النشالة»).. «عندما تغيب الزوجات» و«عشاق» (إخراج مروان عكاوي) واحد زائد واحد (يوسف معلوف) «فندق السعادة» (فطين عبد الوهاب.. في هذا الفيلم مساهمة فارس المشاركة في كتابة الحوار).. 
كاتب 3 مسرحيات قامت ببطولتها صباح إلى جانب كوكبة من نجوم الغناء: «العواصف»، «الفنون جنون»، «الأسطورة».
من الرعيل الأول الذي كتب لون «الشانسونييه» في بيروت وهو مسرح انتقادي سياسي كوميدي. 
كاتب سيناريو وحوار أول مسلسل للأطفال ناطق باللغة العربية «الشاطر حسن» تلفزيون الكويت سنة 1973. وبعده مسلسل الأطفال الخليجي الآخر «الإبريق المكسور».. ثم كان أحد الكتاب الرئيسيين في مسلسل «افتح يا سمسم» الشهير. 
وكان الكاتب الرئيسي ورئيس تحرير برنامج «سلامتك» ثم مسلسلات «قصص خليجية»، «ديرتنا»، «الكشاف» وهي من إنتاج مؤسسة الإنتاج البرامجي المشترك في الكويت.
وكان معد برنامج «سهرة مع الماضي» التلفزيوني الذي قدمته ليلى رستم في تلفزيون لبنان. وله في التلفزيون اللبناني مسلسلات أخرى منها «الكوميديا العالمية».

## من أعماله

### الكتب
- ظلال الأرز في وادي النيل منشورات الفارابي
- حكايات الأغاني (منشورات رياض الريس)
- مخطوطة تاريخ زحلة (للمطران غريغوريوس عطا) تحقيق - المطبعة البولسية

### ترجمات
- رحلة السيد بريشون (عن الفرنسي يوجين لابيش) منشورات وزارة الإعلام الكويتية - سلسلة المسرح العالمي..
- الإسكندرية سراب (عن الألمانية) تأليف يواخيم سارتوريوس - منشورات شركة شرق غرب للنشر - دبي..
- عنف الدكتاتورية (عن الألمانية) تأليف ستيفان زفايغ - منشورات الفرات - بيروت..
- من يقطف ثمار التغيير (عن الألمانية) تأليف ستيفان زفايغ-منشورات شركة مسكيلياني للنشر والتوزيع
- عيون إلزا (عن الفرنسية) تأليف  لويس أراغون - منشورات دار أطلس.[2]

## وصلات خارجية
فارس يواكيم على موقع قاعدة بيانات الأفلام العربية